# Amsonia hubrichtii
Amsonia hubrichtii är en oleanderväxtart som beskrevs av R. E. Woodson. Amsonia hubrichtii ingår i släktet Amsonia och familjen oleanderväxter. Inga underarter finns listade i Catalogue of Life.